# Hagen Jørgensen
Hagen Jørgensen (født 14. oktober 1936) er en dansk jurist og forhenværende forbrugerombudsmand.
Jørgensen blev cand.jur. i 1963, og var ansat i Handelsministeriet fra 1964 til 1979.
Sideløbende med sin ansættelse i Handelsministeriet uddannede han sig til advokat i årene 1964-68.
Han blev afdelingschef i Energiministeriet i 1979, og fra 1980 til 1990 var han afdelingschef i Industriministeriet.
I 1990 blev Hagen Jørgensen forbrugerombudsmand. Han fratrådte denne post og gik på pension ved udgangen af oktober 2006.